# Ischnosiphon annulatus
Ischnosiphon annulatus är en strimbladsväxtart som beskrevs av Ludwig Eduard Loesener. Ischnosiphon annulatus ingår i släktet Ischnosiphon och familjen strimbladsväxter. Inga underarter finns listade.